# Meunasah Meureubo
Meunasah Meureubo is een bestuurslaag in het regentschap Aceh Utara van de provincie Atjeh, Indonesië. Meunasah Meureubo telt 388 inwoners (volkstelling 2010).